# Давиде Торосантучи
Давиде Торосантучи (итал. Davide Torosantucci; Ланчано, 3. новембар 1981) је италијански професионални бициклиста. Бициклизмом је почео професионално да се бави 2005. возећи за италијански тим Универзал кафе. Победник је традиционалне бициклистичке трке Кроз Србију 2009. Тренутно је члан екипе Ћентри дела калцатура - Партизан.